# As-Salih
Al-Malik as-Salih Nadschm ad-Din Ayyub (arabisch أبو الفتح الملك الصالح نجم الدين أيوب بن ناصر الدين محمد, DMG Abū l-Fatiḥ al-Malik aṣ-Ṣāliḥ Naǧm ad-Dīn Aiyūb b. Nāṣir ad-Dīn Muḥammad; † 22./23. November 1249 in al-Mansura) war der sechste Sultan der Ayyubiden in Ägypten (von 1240 bis 1249).

## Leben
As-Salih Ayyub war der älteste Sohn von Sultan al-Kamil Muhammad und einer sudanesischen Sklavin. Der Tod seines Vaters im März 1238 entfesselte einen Bürgerkrieg unter den Ayyubiden. As-Salih Ayyub befand sich im Norden, marschierte jedoch unverzüglich gegen Damaskus, wo einer von al-Kamils Neffen namens al-Dschauad die Macht ergriffen hatte, als Vasall von as-Salih Ayyubs jüngerem Bruder al-Adil II. Mit Hilfe choresmischer Freischärler setzte er seinen Vetter ab. Sein jüngerer Bruder al-Adil II. war inzwischen als Sultan in Ägypten eingesetzt worden. As-Salih beanspruchte die reichste Provinz seines Vaters für sich, aber als er aufbrach, um in Ägypten einzufallen, wurde er von einem Staatsstreich in Damaskus zugunsten seines Onkels as-Salih Ismail entthront. Auf der Flucht nach Süden nahm ihn sein Vetter an-Nasir Dawud, Emir von Karak, gefangen. As-Salih gelang es, ein Bündnis mit an-Nasir zu schließen, der ihm nun Truppen für den Einfall in Ägypten lieh. Dort hatte er sogleich Erfolg: Al-Adils Minister hatten diesen im Juni 1240 gestürzt und ermordet und begrüßten nun as-Salih als neuen Sultan von Ägypten. An-Nasir Dawud wurde mit dem Posten des Militärgouverneurs von Palästina belohnt.
Ismail blieb Sultan von Damaskus, doch wurde während des nächsten Jahrzehnts die ayyubidische Welt von der Rivalität zwischen Onkel und Neffe zerrissen. Zunächst musste sich as-Salih mit dem Königreich Jerusalem beschäftigen. Dort war 1239 ein Kreuzfahrerheer unter Theobald IV. von Champagne eingetroffen, das die ägyptische Grenze bedrohte und dort bereits im November 1239 bei Gaza ein kleineres Gefecht mit den ägyptischen Truppen al-Adils II. geführt hatte. Inzwischen hatten sich die Kreuzfahrer mit Ismail, der ihnen Galiläa abtrat, gegen as-Salih verbündet. Zum Jahreswechsel 1240/1241 nutzte as-Salih die Gelegenheit, ein Neutralitätsabkommen mit den Kreuzfahrern zu schließen, wofür er die Gebiete nördlich von Gaza und westlich des Jordans an diese abtrat.
As-Salih warb im Kampf gegen seinen Onkel choresmische Freischärler in Nordsyrien an, die die dortige Gegend verwüsteten. Diese zogen 1244 nach Palästina, wo sie Tiberias plünderten. Anschließend besetzten und plünderten sie ohne eigentlichen Auftrag Jerusalem und vertrieben die dortigen Christen. As-Salih zog im Jahr darauf in die Stadt, die er den Kreuzfahrern damit endgültig entriss. Die Kreuzfahrer verbündeten sich daraufhin mit Ismail und anderen syrischen Ayyubiden. Das Heer der Allianz wurde jedoch in der Schlacht von La Forbie vernichtend geschlagen, und as-Salih gelang es mit der Eroberung von Damaskus 1245, das Ayyubidenreich größtenteils wieder unter seiner Oberherrschaft zu vereinigen.
Um die unzuverlässigen Söldnertruppen der Choresmier unter Kontrolle halten zu können, setzte unter as-Salih ein verstärkter Aufbau türkischer Sklaventruppen (sogenannter Mamluken) ein. In der Folgezeit konnte er 1246 nicht nur die Choresmier besiegen, sondern 1247 auch Tiberias und Askalon von den Kreuzfahrern erobern. Im Herbst 1248 belagerte as-Salih die Stadt Homs, die sein Vetter an-Nasir Yusuf kurz zuvor gegen as-Salihs Willen erobert hatte. Während der Belagerung erreichte ihn die Nachricht von der Ankunft eines großen Kreuzfahrerheeres auf Zypern unter der Führung König Ludwigs IX. von Frankreich (siehe Sechster Kreuzzug). As-Salih brach die Belagerung ab, um die Verteidigung Ägyptens zu organisieren. Laut Ibn Wasil zog sich der Sultan bei den Waffenstillstandsverhandlungen mit seinem Vetter eine schwere chronische Erkrankung zu. Dem christlichen Chronisten Joinville nach war er hingegen von seinem Vetter vergiftet worden.
Im Juni 1249 landeten die Kreuzfahrer an der Küste Ägyptens und konnten Damiette einnehmen. Mit seinen Truppen zog sich as-Salih nach al-Mansura zurück, das er befestigen ließ. Während die Kreuzfahrer nilaufwärts vorrückten, starb er in der Nacht vom 22. auf den 23. November 1249 an seiner Krankheit. Zwei seiner drei Söhne hatte er zu diesem Zeitpunkt bereits überlebt. Der eine, al-Moghith Feth ad-Din Umar, war zwischen 1239 und 1245 in Gefangenschaft bei as-Salih Ismail gestorben; der andere, Khalil, starb minderjährig. As-Salihs Lieblingsfrau Schadschar ad-Durr konnte die Thronfolge des dritten Sohnes Turan Schah (reg. 1249–1250) durchsetzen, der bisher im nördlichen Mesopotamien (Dschazira) regiert hatte.